# ГЕС Пуна-Цанг I
ГЕС Пуна-Цанг I (англ. Punatsangchhu) – гідроелектростанція, що споруджується в центральній частині Бутану. Знаходячись перед ГЕС Punatsangchhu II, становить верхній ступінь в каскаді на річці Punatsangchhu (в пониззі відома як Санкош), яка після виходу з Гімалаїв на рівнині Ассаму приєднується ліворуч до Raidāk незадовго до впадіння останньої у Брахмапутру (нерідко зазначається, що притокою Брахмапутри є саме Санкош). 
В межах проекту річку перекриють бетонною гравітаційною греблею висотою 136 метрів та довжиною 239 метрів, для спорудження якої воду спрямували у два обвідні тунелі загальною довжиною 2,7 км з діаметром по 11 метрів. З утримуваного греблею невеликого сховища площею поверхні 0,6 км2 вода через чотири водозабірні тунелі загальною довжиною 1,5 км та діаметром по 6 метрів потраплятиме у чотири камери для видалення осаду довжиною по 330 метрів з перетином 18х24 метри. Очищена вода подаватиметься у головний дериваційний тунель довжиною 8,9 км та діаметром 10 метрів. На завершальному етапі він сполучатиметься з верхнім балансувальним резервуаром шахтного типу висотою 129 метрів та діаметром 25 метрів. В підсумку через підземну камеру клапанів (розміри 80х12х22 метри) та камеру запобіжного обладнання (Ferrule Erection Chamber, розміри 99х12х14 метрів) ресурс потраплятиме у два напірні водоводи довжиною по 0,75 км та діаметром по 6 метрів. 
Машинний зал станції, для якого обрали підземний варіант, матиме розміри 236х23 метри при висоті 53 метри, а доступ персоналу до нього здійснюватиметься через тунель довжиною 0,7 км. Крім того, для розміщення трансформаторного обладнання призначений так само підземний зал розмірами 216х15 метрів з висотою 27 метрів.
Основне обладнання станції становитимуть шість турбін типу Френсіс потужністю по 200 МВт, які при напорі у 338 метрів забезпечуватимуть виробництво 5670 млн кВт-год електроенергії на рік.
Відпрацьована вода відводитиметься у нижню балансувальну галерею довжиною 166 метрів з перетином 13х59 метрів, з якої до річки прямуватиме відвідний тунель довжиною 1,3 км та діаметром 10 метрів.
Видача продукції відбуватиметься через ЛЕП, розраховану на роботу під напругою 400 кВ.
Як і інші великі гідроенергетичні проекти Бутану, ГЕС Punatsangchhu I споруджується у спілці з Індією з метою наступного експорту електроенергії в цю країну. Реалізація проекту, який включає також і станцію нижнього ступеню,  почалась у 2008 році.
Станом на липень 2018-го будівельна готовність ГЕС Punatsangchhu I оцінювалась у 85%.